# Nevada
Nevada és un estat dels Estats Units d'Amèrica situat a la regió occidental del país. La població estimada l'any 2004 era de 2.334.771 habitants.
Nevada posseeix les majors taxes de creixement demogràfic de tot els Estats Units, en gran manera gràcies a la gran immigració de mexicans. El creixement demogràfic de l'estat entre 1990 i 2000 va ser enorme, del 66,3%. Això no obstant, la major part de Nevada està despoblada. La majoria de la població de l'estat es concentra en els nuclis urbans de Las Vegas i Carson City-Reno.
Els indis americans de les tribus Paiute, Xoixons, Washo i Mohaves habitaven el que ara és Nevada. Els primers exploradors europeus a explorar la zona de Nevada van ser els espanyols. Aquests van ser els que li van donar el nom de Nevada, a causa de la neu que cobria les muntanyes a l'hivern. Nevada va ser part del Virregnat de Nova Espanya fins al 1821, data de la independència de Mèxic, passant a formar part de Mèxic. El 1848, amb el final de la Intervenció nord-americana a Mèxic, Nevada passa a formar part dels Estats Units. El 31 d'octubre de 1864, el Territori de Nevada va ser elevat a la categoria d'estat dels Estats Units, en plena Guerra de Secessió. Això li ha valgut el sobrenom de The Battle-Born State (l'estat nascut a la batalla).
Durant la dècada de 1870 es van trobar a Nevada grans jaciments de plata, el que li va valer el sobrenom de The Silver State. Actualment, la mineria encara posseeix certa importància en l'economia de Nevada, encara que molt menys que abans. A més de plata, és un gran productor d'or, petroli i sorra. No obstant això, en l'actualitat la major font d'ingressos és el turisme. Nevada és famosa pels seus casinos, que es concentren a Las Vegas i Reno.

## Història

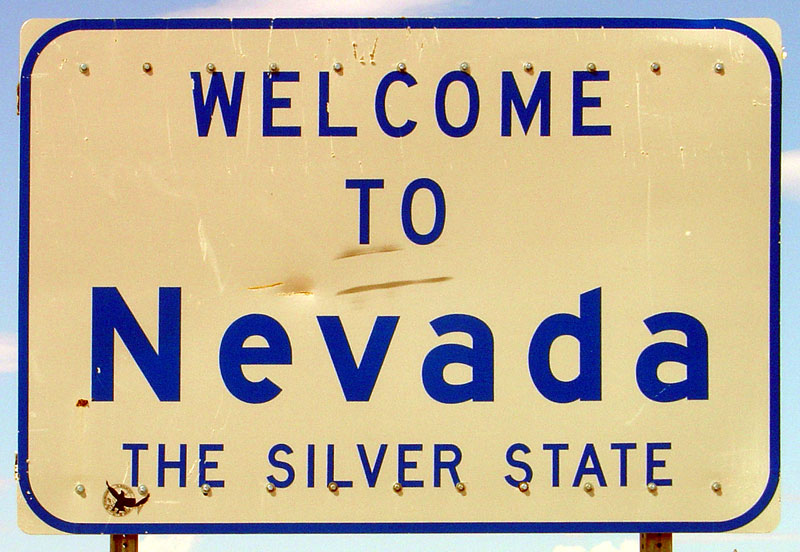
Benvinguda a Nevada

Derivat de les expedicions del Pare Kino a finals del segle xvii pel nord de l'actual Mèxic i sud dels EUA, Nevada va ser explorada i conquistada per la corona espanyola en les primeres dues dècades del segle xviii –encara que no del tot colonitzada–. Va formar part del Virregnat de Nova Espanya fins a 1821, en què forma també part del Primer Imperi Mexicà d'Agustín de Iturbide i el 1823 de Mèxic. Arran de la Intervenció nord-americana a Mèxic de 1847-48, i pel Tractat de Guadalupe-Hidalgo de 1848, Nevada passa a formar part dels Estats Units d'Amèrica. El 1850, el Congrés dels Estats Units va establir el Territori de Utah, que incloïa els actuals estats de Utah, Idaho i Nevada. El 1859 es va descobrir a la zona importants jaciments d'or i plata, cosa que va portar a la regió nombrosos miners, comerciants i altres personatges que buscaven fer-se rics.
El 2 de març de 1861, el Territori de Nevada es va separar del territori de Utah i va adoptar el seu nom actual, abreujament del nom castellà de "Sierra Nevada". El 31 d'octubre de 1864, Nevada es va convertir en l'estat número 36 de la unió.
Els límits actuals de l'estat es van establir el 5 de març de 1866 en absorbir part del comtat de Pah-Ute del Territori d'Arizona, a l'oest del riu Colorado. El traspàs es va agilitzar després que es descobrís or a la zona i que es considerés que Nevada estava més preparada per controlar el territori gràcies a l'augment de la població.
El joc era comú a les ciutats mineres de la primitiva Nevada però va ser declarat il·legal el 1909 en iniciar una croada anti joc a nivell nacional. L'estat va legalitzar el joc de nou el 1931 a causa de la crisi agrícola i minera que patia la regió. En aquest moment es creia que la legalització duraria uns pocs anys, els justos per superar la crisi. No obstant això, mai s'ha tornat a considerar convertir de nou el joc en il·legal.
També cal destacar que Nevada ha estat una important zona de proves nuclears durant el segle passat, per això hi ha zones militars restringides per a experimentacions nuclears i la coneguda base aèria de l'exèrcit anomenada "Àrea 51".

## Geografia

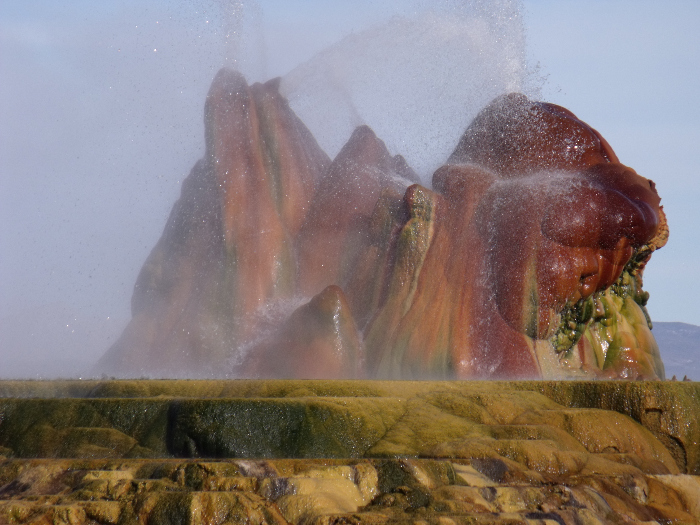
El guèiser Volador de Nevada

Nevada limita al nord amb Oregon i Idaho, a l'oest amb Califòrnia, al sud-est amb Arizona i a l'est amb Utah. La frontera amb Arizona inclou el riu Colorado i la Presa Hoover. L'estat està travessat per diverses serres que van de nord a sud, entre les quals hi podem trobar valls de drenatge. El territori ocupa una superfície de 286.352 km², l'extensió pot ser comparada amb la de l'Equador.
La major part del nord de l'estat està dins del Desert de la Gran Conca, un desert fred que experimenta temperatures càlides a l'estiu i de congelació a l'hivern. De vegades, la humitat del Montsó d'Arizona causa tempestes d'estiu, i les tempestes del Pacífic solen cobrir de neu la zona.
El riu Humboldt flueix d'est a oest per la part nord de Nevada i desemboca en el Humboldt Sink prop de Lovelock. Diversos rius flueixen de Sierra Nevada cap a l'est, com el Walker, el Truckee i el Carson.
Les serres (algunes de les quals tenen pics que superen els 3.600 metres) alberguen exuberants boscos molt per sobre de les planes desèrtiques. Sovint, l'altitud a la qual es troben les valls no baixa dels 900 metres.
Les parts orientals de l'estat reben més humitat a l'estiu i tenen un terreny una mica més verd (allà és on creix l'Artemisia tridentata, la flor estatal). En aquesta zona, alguns rius i rierols trenquen la monotonia del paisatge desèrtic.
El terç sud de l'estat, que comprèn la zona de Las Vegas, està en ple Desert de Mojave. Rep menys precipitacions a l'hivern, però està més propera al Montsó d'Arizona a l'estiu. El terreny és més baix, majoritàriament per sota dels 1.200 metres, el que fa que la temperatura diürna a l'estiu sigui molt alta i la nocturna a l'hivern molt baixa, a causa de la inversió tèrmica.
Nevada i Califòrnia comparteixen la frontera diagonal interestatal més llarga, amb més de 640 km (existeixen algunes fronteres diagonals més, encara que molt més petites, en els estats del nord-est i Washington DC). Tots els altres límits estatals o bé són meridians o paral·lels, o bé són irregulars i es corresponen amb rius, muntanyes, llacs, etc.
La major cadena muntanyenca del sud de l'estat són les Spring Mountains, situades immediatament a l'oest de Las Vegas. El punt més baix de Nevada està al llarg del curs del riu Colorado, al sud de Laughlin.

## Clima
Nevada té un clima desèrtic, amb dues estacions ben definides. Els hiverns de l'estat són llargs i molt freds, mentre que els estius són càlids en la seva major part. No obstant això, a causa del seu clima desèrtic, l'estat registra grans variacions de temperatura entre el dia i la nit. Per exemple, Reno de vegades registra diferències entre la màxima i la mínima temperatura d'un dia més grans de 25 °C. La regió sud és la que experimenta les majors temperatures mitjanes durant tot l'any, gràcies a la seva baixa altitud i la seva menor latitud amb relació a la resta de l'Estat.
A l'hivern, les menors temperatures mitjanes anuals es registren al nord-est de Nevada, i les majors en la seva part sud. La temperatura mitjana de Nevada és de -4 °C al nord-est, -3 °C al nord i 6 °C al sud. Per l'altre costat, la mitjana de les mínimes és de 2 °C al sud i de -10 °C en el nord-est, i la mitjana de les màximes és de 13 °C al sud i 4 °C al nord-est. Les temperatures extremes varien entre -40 °C i 22 °C. La menor temperatura registrada a Nevada va ser de -46 °C, el 8 de gener de 1937, a San Jacinto.
A l'estiu, les majors temperatures mitjanes anuals es registren registrades al sud de Nevada, i les menors, a les regions de major altitud i al nord en general. La temperatura mitjana al sud és de 30 °C, i de 21 °C a les regions de major altitud i al nord. La mitjana de les mínimes és de 21 °C al sud i de 7 °C en regions de major altitud i al nord. La mitjana de les màximes és de 40 °C al sud i de 29 °C a les regions de major altitud i al nord de l'Estat. La major temperatura registrada a Nevada va ser de 52 °C, mesurada a Laughlin el 29 de juny de 1994.
Nevada té la menor taxa de precipitació mitjana anual de pluja de tot Estats Units. Només les regions de major altitud reben més de 60 centímetres anuals de pluja. No obstant això, la major part de Nevada rep menys de 30 centímetres anuals. El nord en general té una precipitació mitjana anual de 35 centímetres, mentre que les regions de menor altitud, que ocupen tot el sud i gran part de l'oest de Nevada, reben menys de 20 centímetres. Les taxes de precipitació mitjana anual de neu a Nevada varien de 750 centímetres a Serra Nevada a menys de 2,5 centímetres al sud.

### Regions fisiogràfiques

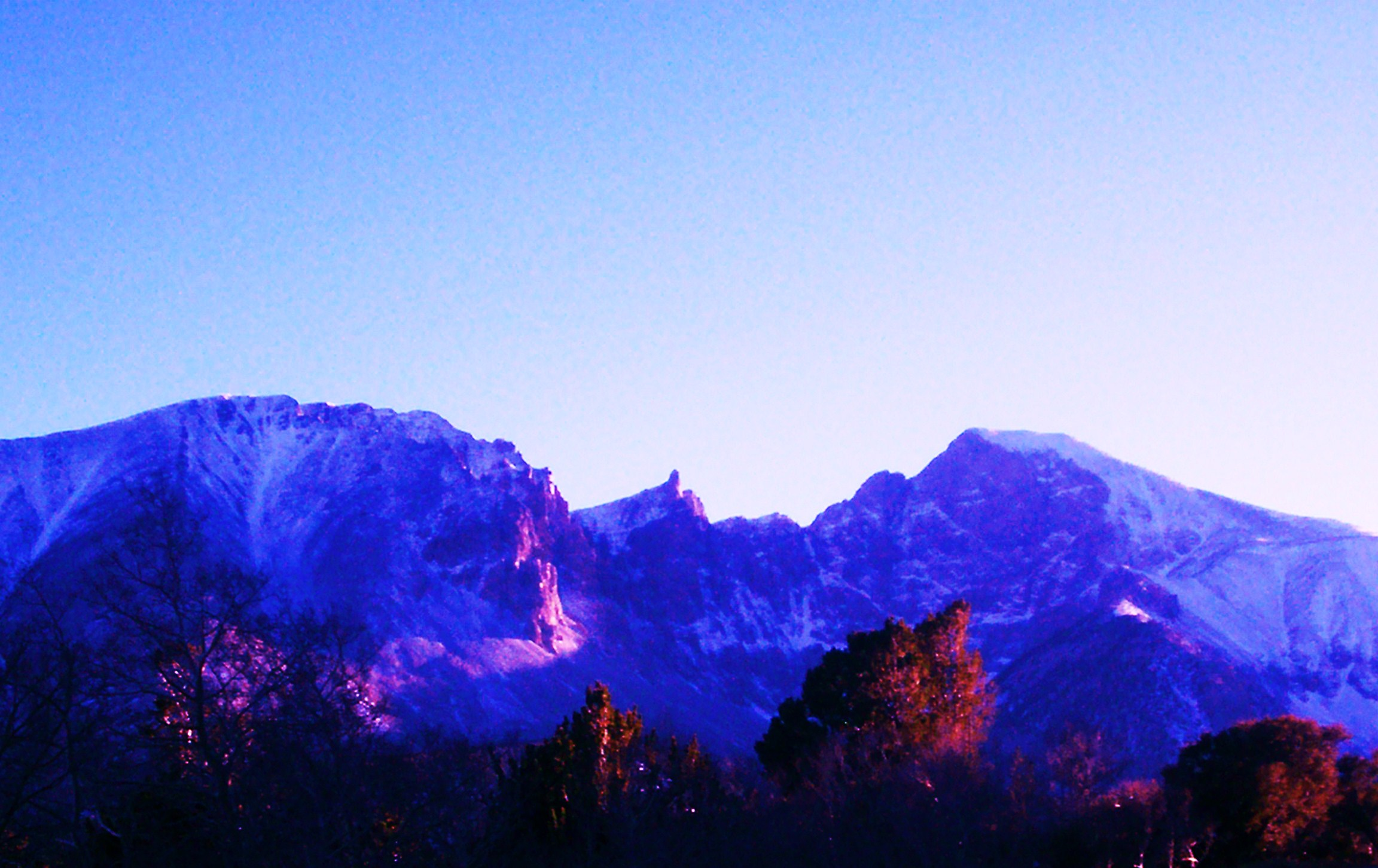
Parc Nacional de Basin

Nevada es pot dividir en tres regions fisiogràfiques:
- La Gran Conca, que ocupa la major part de Nevada. Aquesta regió geogràfica posseeix una variació d'altitud: de 146 metres d'altitud[4] en l'extrem sud-est de l'Estat (al costat del riu Colorado) a 4.005 metres d'altitud[4] (Boundary Peak) al sud-oest. Aquests dos punts són, respectivament, el punt més baix i el més alt de l'Estat. La Gran Conca es caracteritza pel seu sòl rocós i accidentat. Al llarg d'aquesta regió hi ha diversos guèisers i fonts termals.
- L'Altiplà de Columbia, localitzada a l'extrem nord-est de Nevada, les principals característiques són la presència de valls profunds i estrets, i un sòl poc accidentat.
- Sierra Nevada, una cadena muntanyosa localitzada al centre-oest de l'estat.

## Població

### Demografia
Segons el cens de 2005, Nevada tenia 2.414.807 habitants, el que suposa un augment de 81.909 habitants (o, cosa que és el mateix, un 3,5%), amb relació a l'any anterior i un augment de 416.550 habitants (o un 20,8%), en relació l'any 2000. L'augment demogràfic des de l'últim cens es deu a un creixement natural de 81.661 persones (170.451 naixements menys 88.790 morts) i una migració neta de 337.043 persones en l'estat. Les migracions externes han donat lloc a un augment net de 66.098 persones, mentre que les migracions internes van produir un creixement net de 270.945 persones.
Nevada és l'estat que creix més ràpid de tot Estats Units. Entre 2000 i 2003, la població de Nevada va augmentar un 12,2%, mentre que la població dels EUA ho va fer en un percentatge del 3,3%. D'altra banda, entre 1990 i 2000, la població de Nevada va augmentar un 66,3% enfront al 13,1% de la població dels EUA.
Amb els seus 7,03 habitants per quilòmetre quadrat, Nevada és un estat molt dispersament poblat. Més de dos terços de la població viuen a l'àrea metropolitana de Las Vegas. Tot just set ciutats superen els cent mil habitants.
Com a resultat del seu ràpid creixement demogràfic, Nevada presenta el major percentatge de residents nascuts fora de l'estat de tot Estats Units: el 2005, el 17,4% dels habitants de l'estat (és a dir, 413.298 persones) no havien nascut a Nevada.

### Races i ètnies
Actualment (2011) l'estat de Nevada té una població de 2.495.529 de persones, dels quals: 
- El 58,6% són blancs (europeus o descendents d'europeus).
- El 26,4% són llatinoamericans (entre els quals predominen els mexicans).
- El 8,3% són negres.
- El 5,9% són asiàtics.
- El 2,3% són Natius americans

La resta el conformen persones d'altres races.
La població d'origen llatí / hispà és la de més ràpid creixement, a causa de l'alta taxa de fecunditat de les dones llatines residents als Estats Units, i també a causa de la immigració legal i il·legal provinent d'Amèrica Llatina i el carib.

### Natius americans

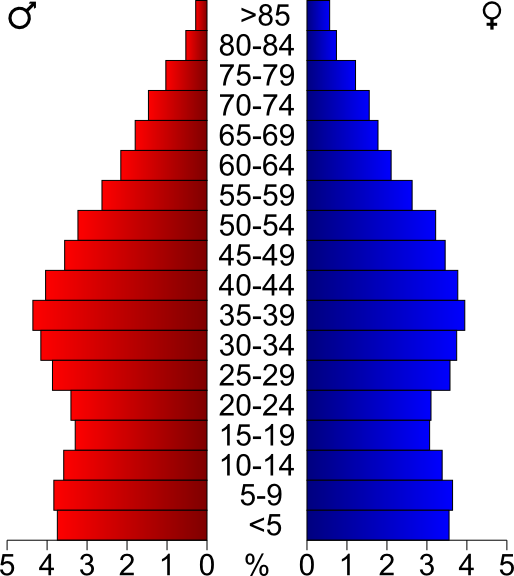
Piràmide d'edats de Nevada

Segons el cens dels EUA del 2000, hi havia censats a l'estat 43.903 amerindis nord-americans (2,3%). Les principals tribus són els cherokees (5.531), paiute (4.717), xoixon (2.048), paiute-xoixon (1.917), navahos (1.860), sioux (1.166), apatxes (1.090), choctaw (1.085), washo (897) blackfoot (896) i Western Shoshone (654).

### Piràmide d'edats
La distribució de la població per edats el 2004 era:
- Menys de 5 anys: 6,8%
- Menys de 18 anys: 26,3%
- Més de 65 anys: 13,6%
- Les persones de sexe femení componen el 50,7% de la població de Nevada.

## Religió

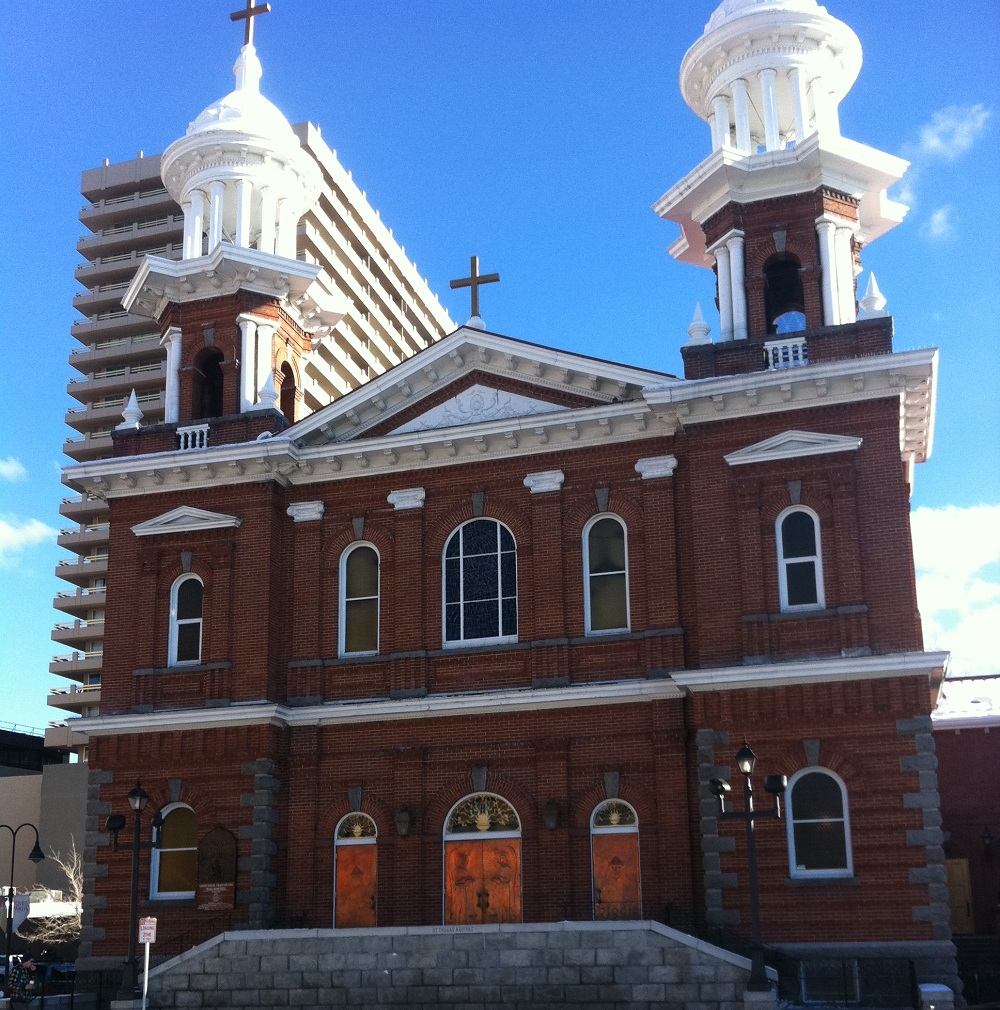
Catedral Catòlica de Sant Tomàs d'Aquino a Reno

Afiliacions religioses de la població de Nevada:
- Cristianisme - 66% 
  - Protestants - 44%
  - Església Baptista - 15% 
    - Església Metodista - 6%
    - Església Luterana - 3%
    - Altres afiliacions protestants - 21%

  - Catòlics - 24%
  - Altres afiliacions cristianes - 1%
- Mormons - 12%
- Altres religions - 2%
- No religiosos - 20%

## Principals ciutats
Nevada és un estat molt urbanitzat: més del 92% de la seva població viu en ciutats.
| Núm. | Ciutat          | Població dintre dels límits de la ciutat | Àrea mi² | Densitat de població (hab/mi²) | Comtat      |
| ---- | --------------- | ---------------------------------------- | -------- | ------------------------------ | ----------- |
| 1    | Las Vegas       | 553.807                                  | 113,3    | 4.222,5                        | Clark       |
| 2    | Henderson       | 255.646                                  | 79,7     | 2.200,8                        | Clark       |
| 3    | Paradise        | 221.051                                  | 47,1     | 3.947,3                        | Clark       |
| 4    | Reno            | 206.629                                  | 69,1     | 2.611,4                        | Washoe      |
| 5    | Sunrise Manor   | 195.581                                  | 38,2     | 4.081,8                        | Clark       |
| 6    | North Las Vegas | 177.751                                  | 78,5     | 1.471,0                        | Clark       |
| 7    | Spring Valley   | 176.552                                  | 33,4     | 3.519,4                        | Clark       |
| 8    | Sparks          | 88.518                                   | 23,9     | 2.773,6                        | Washoe      |
| 9    | Carson City     | 58.350                                   | 143,4    | 366                            | Carson City |
| 10   | Pahrump         | 44.614                                   | 297,9    | 82,7                           | Nye         |

Fonts:Les dades de població estimacions de l'estat de Nevada per 2004; les dades referides a l'àrea ia la densitat de població procedeixen del Cens dels Estats Units del 2000.

## Economia
El producte interior brut de Nevada era, el 2003, era de 88.000 milions de dòlars, posicionant-lo en el 19 º lloc de la nació. La renda per capita el 2004 era de 31.910 dòlars. La taxa d'atur se situa en el 4,3%. Els seus principals productes agropecuaris són el bestiar, el fenc, els lactis, les cebes i les patates. Els seus productes industrials principals són la mineria, la maquinària, la impremta i la premsa, el processament d'aliments i els equipaments elèctrics. Amb un pes important de turisme. És coneguda pel joc i la seva vida nocturna. Els grans i luxosos casinos de Las Vegas, Reno i el Llac Tahoe atreuen a turistes de tot el món.

### Repartiment per sectors

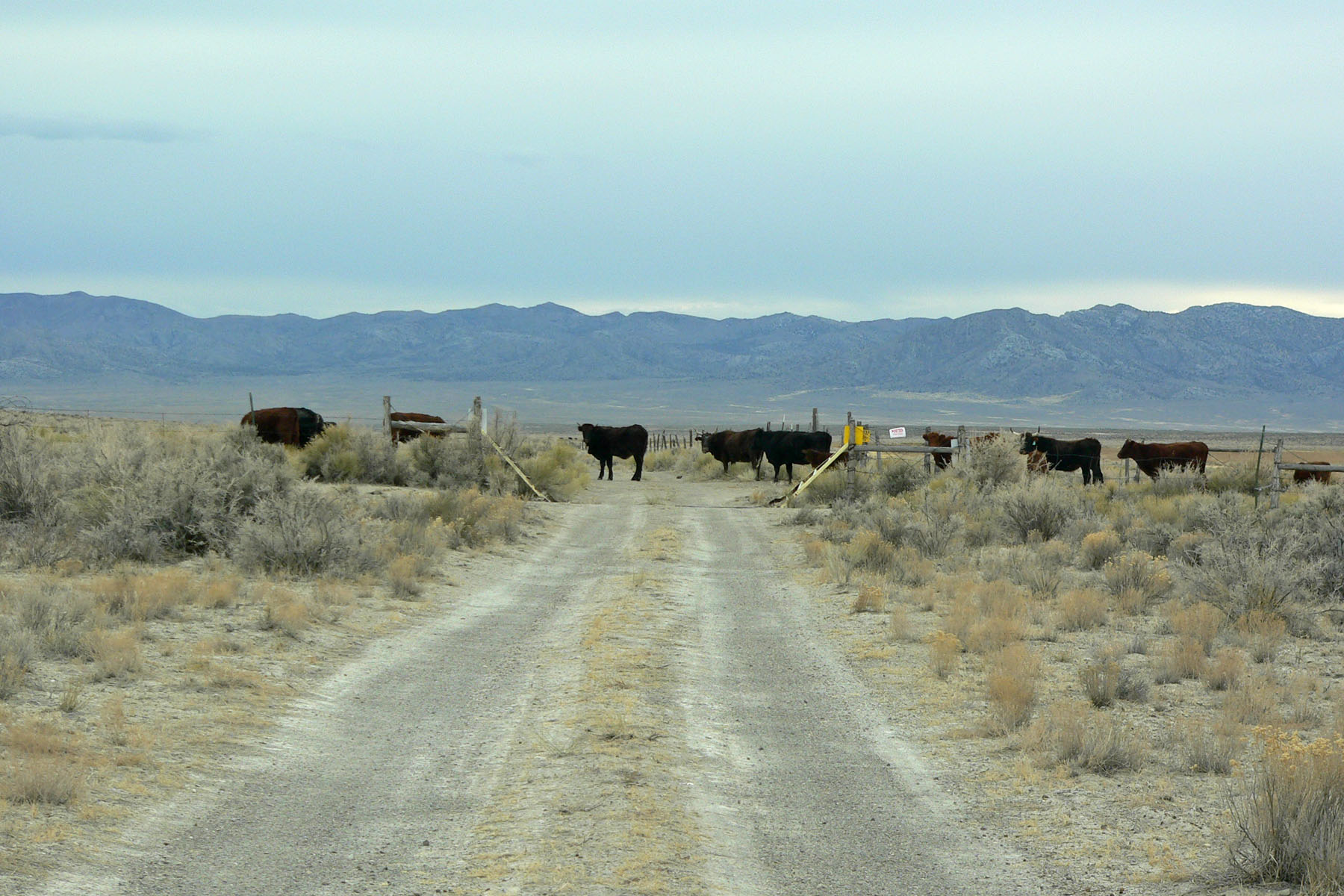
Bestiar a Meadow Murphy, White River Valley, comtat de Nye, Nevada

El sector primari correspon a l'1% del PIB de Nevada. L'estat posseeix prop de tres mil granges, que ocupen prop d'un 12,5% de la superfície. Gran part d'aquest terreny s'usa només per a la pràctica de la ramaderia. A causa del clima desèrtic de Nevada, la pràctica de l'agricultura és impossible sense irrigació artificial. Juntes, l'agricultura i la ramaderia comprenen un 1% del PIB de l'estat, i empren aproximadament a 19.000 persones. Nevada té grans ramats bovins i ovins: segons dades de l'1 de gener de 2006, havia 500.000 caps de boví i 70.000 caps d'ovella a Nevada. La major part d'aquests animals pasturen al camp a l'estiu, mentre que a l'hivern reben alimentació suplementària. Els vedells en general es transporten a engreixadors de fora d'estat per al seu engreixament. Prop del 90% de les 195.868 hectàrees de terres de cultiu de Nevada s'usen per conrear fenc, majoritàriament alfals, per alimentar el bestiar. Altres productes que es conreen són les patates, les cebes i el blat. Els efectes de la pesca i la silvicultura són insignificants en l'economia estatal.

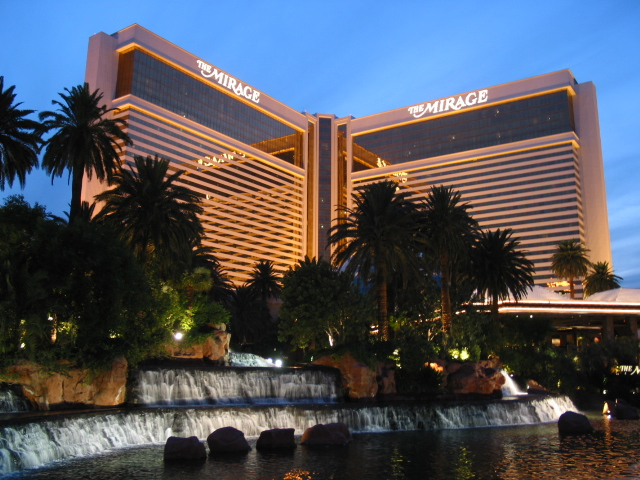
Casino i hotel Mirage de Las Vegas

El sector secundari correspon a un 16% del PIB de Nevada. La indústria manufacturera correspon a un 10% del PIB de l'Estat i empra aproximadament a 103.000 persones. El valor total dels productes fabricats a l'Estat és de 4.500 milions de dòlars. Els principals productes industrialitzats que es fabriquen a Nevada són aliments processats, formigó i material publicitari. La indústria de la construcció comprèn un 4% del PIB de l'estat, i empra aproximadament a 48.000 persones. Per la seva banda, la mineria és responsable d'un 2% del PIB, emprant a prop de 13.000 persones. Atenent al valor del material extret, l'or és amb diferència el mineral més important. El 2004, es van extreure en Nevada 6,8 milions d'unces d'or amb un valor de 2.840 milions de dòlars, el que equival a un 8,7% de producció mundial d'or. La plata és el segon mineral més extret, amb 10.300 milions d'unces amb un valor total de 69 milions de dòlars. Altres minerals extrets a Nevada són els materials de construcció, el coure, el guix, la diotomita i el liti. Malgrat els seus rics jaciments, el cost de la mineria a Nevada és elevat i la indústria és molt sensible als preus mundials de les matèries primeres.

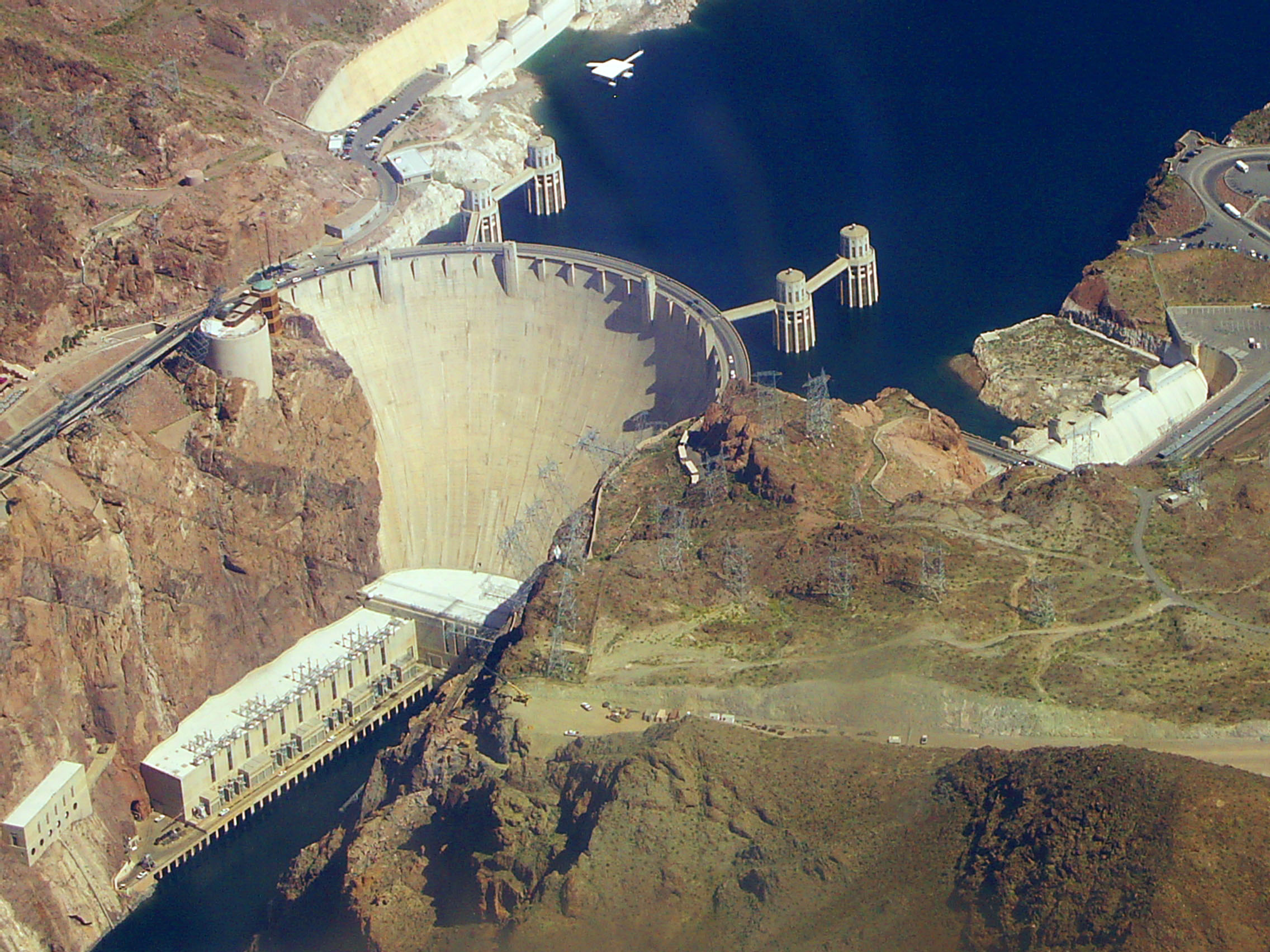
presa hidràulica de Hoover Dam

El sector terciari comprèn un 83% del PIB de Nevada. Prop d'un 32% del PIB de l'estat prové de serveis comunitaris i personals. Aquest sector dona feina a més de 530.000 persones. El comerç a l'engròs i al detall corresponen a un 15% del PIB, i empren aproximadament a 246.000 persones. Els serveis financers i immobiliaris corresponen a prop d'un 18% del PIB de l'estat, emprant aproximadament a 125.000 persones. L'economia de Nevada depèn en gran part del turisme: s'estima que el 2000, els turistes van gastar prop de tres mil milions de dòlars en els seus casinos. Els serveis governamentals corresponen a un 12% del PIB, i empren aproximadament a 130.000 persones. Finalment, els transports i les telecomunicacions empren a prop de 62.000 persones i comprenen un 8% del PIB.
Prop d'un 50% de l'electricitat generada a l'estat prové de centrals termoelèctriques, centrals hidroelèctriques i centrals geotèrmiques. Per la seva banda, els aerogeneradors i els panells solars proveeixen a les petites comunitats de l'interior.

### Impostos
Nevada és un dels pocs estats en els quals no existeix cap impost sobre la renda ni impost de societats. L'impost sobre les vendes a Nevada és del 6,5%. Els comtats tenen el poder de gravar també l'impost sobre les accions, el que fa que la taxa total d'impostos sobre les vendes en algunes àrees ascendeixi fins a 7,75%. L'impost sobre les vendes a Carson City és del 7,125%, al Comtat de Washoe del 7,375%, mentre que al Comtat de Douglas és del 6,75%.

## Govern i política

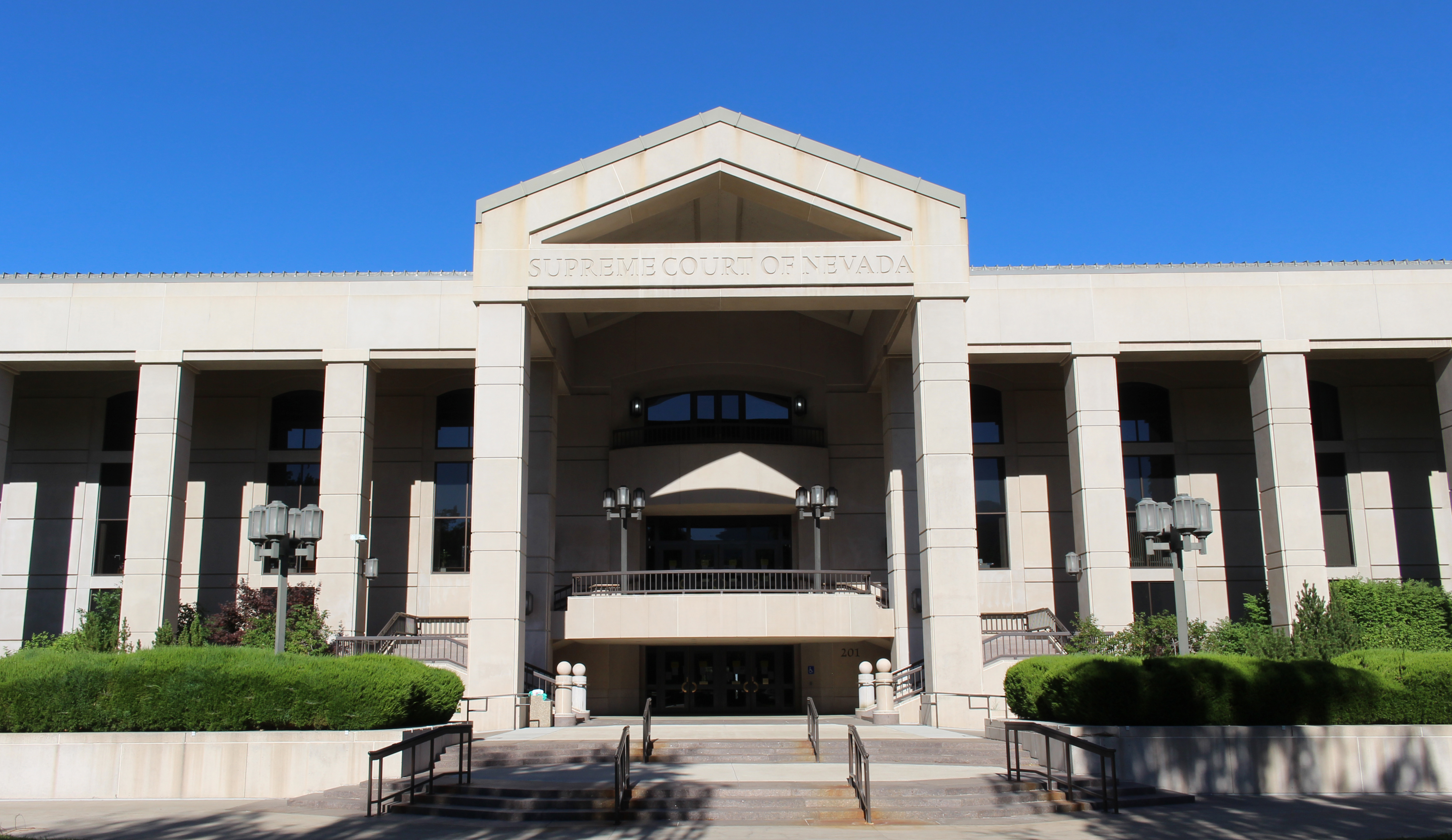
Cort Suprema de Nevada

El govern de l'estat de Nevada compta amb divisió de poders: poder executiu, poder legislatiu i poder judicial. El governador de Nevada és Brian Sandoval (republicà) des de 2007. Els dos senadors són Harry Reid (Partit Demòcrata dels Estats Units) i John Ensign (republicà).
- El principal oficial del poder executiu de Nevada és el governador. El tria la població mitjançant eleccions estatals, per a un mandat de fins a quatre anys de durada. Una mateixa persona només pot exercir aquest càrrec dues vegades.
- El poder legislatiu de Nevada és bicameral, és a dir, està constituïda per un Senat i una Assemblea. El Senat està compost per 21 senadors, mentre que l'Assemblea compta amb 42 membres. Nevada està dividida en 21 districtes legislatius. Els electors de cada districte trien a un senador i dos membres de l'Assemblea, que representaran a aquest districte en dues cambres. El mandat dels senadors és de quatre anys, i el dels membres de l'Assemblea, de dos. Igual que el governador, una persona donada pot exercir el càrrec de senador només dues vegades. Per als membres de l'Assemblea, aquest límit és de sis mandats. Actualment, el Senat està controlat pel Partit Republicà dels Estats Units, i l'Assemblea, pel Partit Demòcrata dels Estats Units.
- La cort més alta del poder judicial de Nevada és la Cort Suprema de Nevada, composta per set jutges.[13] Aquests jutges són elegits per la població de l'Estat per un mandat de fins a cinc anys de durada. Nevada és un dels pocs estats dels E.U.A.. sense un sistema de tribunals d'apel·lació intermedis, i és la Cort Suprema de Nevada la que porta tots els casos i apel·lacions. Aquesta cort no té el poder de revisió discrecional, així que el sistema judicial de Nevada està summament congestionat. Nevada també posseeix corts talls de districte, que donen feina a un total de 51 jutges, elegits per la població dels seus respectius districtes judicials per a un mandat de fins a sis anys de durada.

### Constitució
L'actual Constitució de Nevada va ser adoptada el 1864. Les esmenes a la Constitució són propostes pel Poder Legislatiu de Nevada, i per ser aprovades, necessiten ser ratificades primer per almenys un 51% del Senat i de l'Assemblea, en dos votacions successives, i després per un 51% o més de la població electoral de Nevada, en un referèndum. La població de l'Estat també pot proposar esmenes a la Constitució a través de la realització de peticions, en les quals són necessàries almenys la signatura del 10% de les persones que van votar en l'últim referèndum o en les últimes eleccions estatals a governador realitzades en l'Estat. Si aquesta petició té un mínim del 10% de signatures, l'esmena llavors és revisada pel Legislatiu, i es vota en referèndum, on ha d'aconseguir el vot a favor d'almenys un 51% dels votants en dos referèndums consecutius. Si aquesta esmena és ratificada per un 51% o més dels votants en ambdues votacions, l'esmena s'aprova automàticament. Les esmenes també poden ser proposades i introduïdes per convencions constitucionals, que necessiten rebre almenys l'aprovació del 67% dels vots de les dues cambres del poder legislatiu i un 51% dels electors de l'Estat en una elecció general, o bé del 51% dels electors de l'estat en un referèndum.

### Política

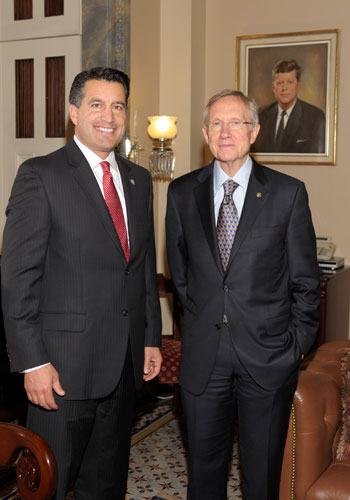
Brian Sandoval actual governador

A causa del gran creixement de Las Vegas en els últims anys, hi ha una evident divisió entre la política del nord de Nevada i la del sud. El nord ha mantingut durant molt de temps el control de les posicions clau en el govern estatal, tot i que la població de l'àrea de Las Vegas és molt més gran que la de la resta de l'estat. Això ha fomentat un cert ressentiment en tant que el nord veu al sud com una amenaça potencial, i el sud veu el nord com el "vell guardià" que intenta governar com una oligarquia. La major part de la gent de fora de l'estat no està familiaritzada amb aquesta rivalitat.
Repartiment per partits: 
- Republicà: 40,5%
- Demòcrata: 40,1%
- Altres: 19,3%

L'estat no està dominat per cap dels dos partits polítics principals. Els republicans van guanyar a Nevada tres vegades en els anys 80. El demòcrata Bill Clinton va guanyar en aquest estat en les presidencials de 1992 i 1996, i el republicà George Walker Bush va guanyar aquí el 2000 i 2004. El 2004, George Bush va guanyar en aquest estat per un estret marge (2 punts percentuals, amb el 50,5% dels vots emesos). El Comtat de Clark, que acull la gran majoria de la població estatal, va ser l'únic comtat que va votar al Partit demòcrata, encara que els resultats mostren que tots excepte cinc dels comtats de Nevada, incloent els comtats de Clark i Washoe, els dos grans de l'estat, tendeixen a votar aquest partit.

### Divisió administrativa
Nevada està dividida en 16 comtats i una ciutat independent que és Carson City. Els comtats estan governats per consells compostos per tres, cinc o set membres. La major part de ciutats a Nevada estan governades per un alcalde i per un consell municipal.
Els comtats de Nevada són els següents:

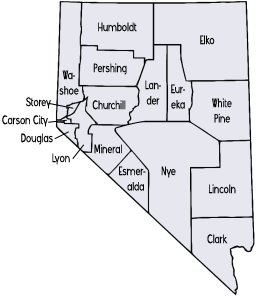
Comtats de Nevada

- Comtat de Churchill, amb capital a Fallon.
- Comtat de Clark, amb capital a Las Vegas.
- Comtat de Douglas, amb capital a Minden.
- Comtat de Elko, amb capital a Elko.
- Comtat d'Esmeralda, amb capital a Goldfiels.
- Comtat d'Eureka, amb capital a Eureka.
- Comtat de Humboldt, amb capital a Winnemucca.
- Comtat de Lander, amb capital a Battle Mountain.
- Comtat de Lincoln, amb capital a Pioche.
- Comtat de Lyon, amb capital a Yerington.
- Comtat de Mineral, amb capital a Hawthorne.
- Comtat de Nye, amb capital a Tonopah.
- Comtat de Pershing, amb capital a Lovelock.
- Comtat de Storey, amb capital a Virginia City.
- Comtat de Washoe, amb capital a Reno.
- Comtat de White Pine, amb capital a Ely.

## Educació

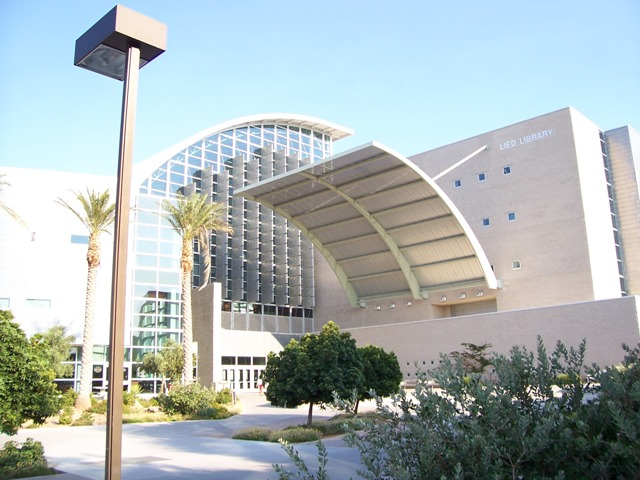
La Lied Library de Las Vegas és la biblioteca més gran de Nevada.

El govern de Nevada va començar a planejar un sistema estatal d'escoles públiques el 1861, quan Nevada encara era un territori. Quatre anys després, el 1865, ja elevat a la categoria d'estat, el Poder Legislatiu de Nevada va establir un sistema estatal d'escoles públiques, i es van començar a definir els primers districtes escolars de l'Estat. No obstant això, Nevada va haver de suportar al principi grans dificultats en l'àrea de l'educació primària, a causa de la seva petita població i de la presència de vastes regions on les petites ciutats i comunitats rurals quedaven aïllades de la resta de l'estat. En aquestes àrees existien escoles, encara que en general a aquestes només atenien de tres a deu alumnes. Aquests alumnes, per la seva banda, sovint vivien lluny de les escoles, i estaven obligats a recórrer grans distàncies per poder anar a classe. La manca de pressupostos era constant. El 1900, l'Estat va inaugurar la seva primera escola d'educació secundària.
Actualment, totes les institucions educatives de Nevada han de seguir certes regles i patrons dictats pel Consell Estatal d'Educació de Nevada. Aquest consell controla directament el sistema d'escoles públiques de l'Estat, que està dividit en diversos districtes escolars. El consell està compost per 11 membres elegits per la població. A les ciutats, la responsabilitat d'administrar les escoles és del districte escolar municipal, mentre que a les regions menys densament poblades, aquesta responsabilitat és a càrrec dels districtes escolars que operin al comtat. Nevada permet l'existència de "escoles charter"-escoles públiques independents, que no són administrades per districtes escolars, però que depenen de pressupostos públics per a la seva sustentació. L'escolarització és obligatòria per a tots els nens i adolescents de més de set anys, fins a la conclusió de l'educació secundària o fins als quinze anys.
El 1999, les escoles públiques de l'Estat van atendre prop de 325.610 estudiants, 35 emprant aproximadament a 17.400 professors. Per la seva banda, les escoles privades van atendre prop de 13.900 estudiants, emprant aproximadament a mil professors. El sistema d'escoles públiques de l'Estat va utilitzar prop de 1.738 milions de dòlars, i la despesa de les escoles públiques va ser d'aproximadament 5.900 $ per estudiant. El 2000, el 80,7% dels habitants de l'estat de més de 25 anys tenia en el seu haver un diploma de graduat en educació secundària. Un altre 18,2% tenia una llicenciatura o grau superior.
Nevada posseeix prop de 80 biblioteques públiques, administrades per 21 sistemes de biblioteques públiques diferents, que mouen anualment una mitjana de 5,1 llibres per habitant. La majoria d'elles es concentra a Las Vegas i a Reno. La primera institució d'educació superior de Nevada va ser la Universitat de Reno, fundada el 1874. L'Estat compta actualment amb 14 institucions d'educació superior, de les quals 6 són públiques i 8 són privades. Les majors institucions d'educació superior són la Facultat de Sierra Nevada i la Universitat de Reno. El Sistema d'Universitats i Facultats Comunitàries de Nevada és el sistema d'universitats i facultats públiques de l'Estat, que controla diverses institucions d'educació superior repartides per Nevada.

## Telecomunicacions
El primer diari publicat a Nevada va ser el Territorial Enterprise, a la localitat de Genoa, el 1858 El 2002, l'estat comptava amb quatre diaris matutins, quatre vespertins i quatre dominicals. El líder és el Las Vegas Review-Journal, amb una tirada diària de 165.754 exemplars i un dominical de 217.419.40 El Reno Gazette-Journal, amb una tirada diària de 66.919 exemplars i una dominical de 84.981, és el diari més influent de la meitat nord de Nevada. La revista d'interès regional de l'estat es publica sis vegades a l'any. 42 Diversos diaris s'imprimeixen en espanyol, en vistes a la gran comunitat hispana que resideix en l'estat.
La primera cadena de ràdio de Nevada es va inaugurar a Reno (Nevada), el 1928. El 2003, l'estat posseïa 27 cadenes de ràdio (de les quals 7 eren AM i 20 FM-diverses d'elles amb programació en espanyol) i 8 cadenes de televisió, la primera de les quals va ser fundada el 1953, a Las Vegas.
El 2001, el 95,2% de les llars de Nevada comptava amb almenys un telèfon. Aquell any, a l'estat estaven registrats 72.183 dominis d'Internet.

## Curiositats
- Diversos vaixells de l'Armada dels Estats Units han estat batejats USS Nevada en honor d'aquest estat.
- Nevada és l'únic estat dels Estats Units en què la prostitució està legalitzada.
- Nevada posseeix la base de la Força Aèria de Nellis, una important base àrea de les Forces Aèries dels Estats Units. Suposadament també acull l'Àrea 51, una instal·lació secreta l'existència de la qual sempre ha estat negada per Washington. L'Àrea 51 es localitzaria en el Groom Lake.